# 小正房の滝
小正房の滝(ソジョンバンのたき、朝鮮語: 소정방 폭포)は済州島 西帰浦市西歸洞 제주올레 6코스에 にある滝である。「小正房」は正房の滝の横の小さな滝という意味で、正房の滝の東570mの位置にある。大韓民国唯一の海岸の滝ですぐに海につながっている。소라의성と小正房窟が隣接している。
滝の高さが低く水温が低いことから近隣住民に人気の水浴びスポットである。特に中元(旧暦7月14日)に冷水を浴びると様々な病気に効果があると考えられており、多くの人々が水浴びに訪れる。

## 済州島の滝
- 天地淵の滝（朝鮮語版）
- 天帝淵の滝
- 正房の滝
- 翁渡の滝
- 小正房の滝